# By My Side (INXS)
By My Side è un singolo degli INXS pubblicato nel 1991 dalla Atlantic Records in formato 7", 12", CD e MC, estratto dall'album X.

## Descrizione
By My Side è stato scritto da Andrew Farriss e Michael Hutchence.

## Tracce
7"
1. By My Side (LP version)
2. The Other Side

## Formazione
- Michael Hutchence - voce
- Tim Farriss - chitarra elettrica, acustica
- Kirk Pengilly - chitarra acustica, cori
- Andrew Farriss - tastiere, cori
- Garry Gary Beers - basso, cori
- Jon Farriss - batteria